# Kangsabati

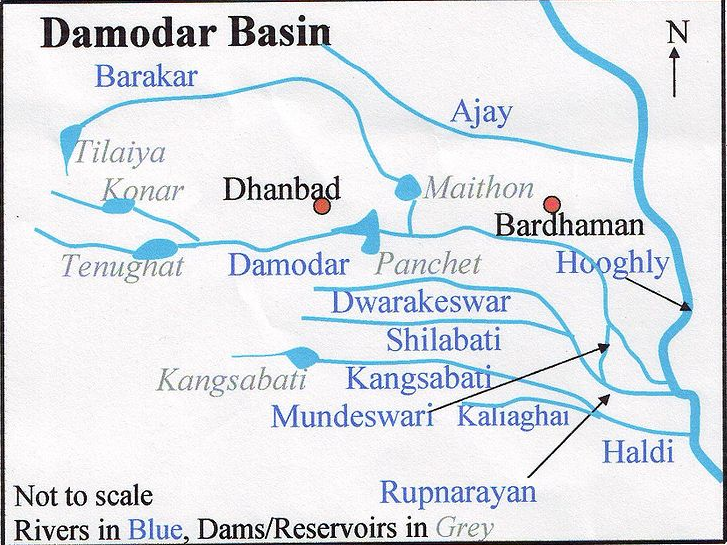
Mapa de la conca

Kangsabati, Kasai o Cossye (Bengali: কংসাবতী নদী) és un riu de Bengala Occidental que neix a l'altipla de Chhota Nagpur a l'estat de Jharkhand i té un curs en direcció sud-est; passa pels districtes de Purulia, Bankura i Paschim Medinipur (Midnapur) a Bengala Occidental fins a desaiguar al riu Haldi a uns 35 km de la confluència d'aquest riu amb el Bhagirathi-Hooghly. És navegable per bots de fins a 2 tones en temps de pluja fins a Midnapur. El seu únic afluent és el riu format per la unió del Kumari i Tetka, que amb el primer nom s'uneix al Kangsabati a Ambikanagar. Té un curs d'uns 275 km.